# Limnohalacarus fontinalis
Limnohalacarus fontinalis is een mijtensoort uit de familie van de Halacaridae. De wetenschappelijke naam van de soort is voor het eerst geldig gepubliceerd in 1952 door Walter & Bader.